# Yoo Jeong-yeon
Yoo Jeong-yeon (kor. 유정연 ur. 1 listopada 1996 w Suwon), znana bardziej jako Jeongyeon – południowokoreańska piosenkarka. Po wygranej w programie survivalowym Sixteen została członkiem zespołu K-popowego, Twice, należącego do JYP Entertainment.

## Biografia
Jeongyeon ma dwie starsze siostry, Gong Seung-yeon i Yoo Seo-yeon. Jeongyeon, kiedy była młoda, nie przeszła przesłuchania do JYP Entertainment. Została stażystką po przejściu 6th Open Audition JYP Entertainment 1 marca 2010 roku. Jeongyeon została przyjęta i do JYP i do SM Entertainment tego samego dnia, ale wybrała JYP. Trenowała przez pięć lat, zanim zadebiutowała w Twice. Pomiędzy 2013 a początkiem 2015 roku Jeongyeon miała zostać członkiem nowej grupy JYP wraz z innymi stażystami i koleżankami z zespołu: Nayeon, Sana i Jihyo, jednak projekt został anulowany.
W trzeciej klasie zmieniła imię Kyung-wan na Jeong-yeon. Zmieniła je z powodu zastraszania w szkole, z powodu jej męsko brzmiącego imienia.